# Imagine That
Imagine That (bra: Imagine Só; prt: Terra dos Sonhos) é um filme teuto-americano de 2009, dos gêneros comédia-familiar e fantasia, dirigido por Karey Kirkpatrick.
Trata-se de uma coprodução entre a Paramount Pictures e Nickelodeon Movies. Porque Hotel for Dogs foi lançado pela DreamWorks em vez de Paramount, Paramount reuniu com Nickelodeon Movies para coproduzir o filme. Foi o primeiro filme da Nickelodeon Movies a estrear no BET.
Inicialmente, foi traduzido no Brasil como Minha Filha é um Sonho no Brasil. Quando a estreia nos cinemas foi cancelada, mudou para Imagine Só! e foi posteriormente lançado diretamente em vídeo.

## Sinopse
Evan Danielson é um executivo do mundo das finanças, cuja carreira está em declínio. Divorciado, ele precisa passar seu tempo livre com a pequena Olívia, sua introspectiva filha de 8 anos. Evan não consegue compreender a filha, que carrega sempre consigo um cobertor de estimação, o "betoa", e que criou um mundo imaginário só dela, onde as princesas "Kupida", "Sopida", e a rainha "Qwali", são suas melhores amigas. Prestes a perder seu cargo no trabalho para o rival indígena Johnny Pena Branca, Evan decide dar asas a imaginação e embarcar no mundo da filha, o que logo lhe traz sorte no trabalho e o faz se aproximar da filha, mas também lhe traz muita confusão na vida pessoal.

## Elenco
- Eddie Murphy como Evan Danielson
- Yara Shahidi como Olivia Danielson
- Thomas Haden Church como Johnny Pena Branca
- Ronny Cox como Tom Stevens
- Stephen Rannazzisi como Noah Kulick
- Nicole Ari Parker como Trish Danielson
- DeRay Davis como John Strother
- Vanessa A. Williams como Lori Strother
- Martin Sheen como Dante D'Enzo
- Timm Sharp como Tod
- James Patrick Stuart como Sr. Pratt
- Marin Hinkle como Sra. Davis
- Richard Schiff como Carl Simons
- Allen Iverson como ele mesmo
- Carmelo Anthony como ele mesmo
- Charlie Koznick como Rick
- Tonita Castro como Graciela
- Catherine McGoohan como Sra. Pressman
- Stephen Root como Fred Franklin
- Blake Hightower como Will Strother
- Bobb'e J. Thompson como garoto na recreação
- Heidi Marnhout como Cheryl Pena Branca
- Catherine McGoohan como Sra. Pressman
- Donovan Patton como Joe (sem créditos)
- Timm Sharp como Todd

## Produção
O título provisório do filme era "Nowhereland". A produção do filme decorreu de 10 de setembro a 14 de dezembro de 2007. Os locais de filmagem incluem Denver e Los Angeles.

## Música
A trilha sonora foi composta por Mark Mancina, que já havia trabalhado com o diretor Karey Kirkpatrick em Over the Hedge. Ele registrou seu trabalho com um conjunto de 83 peças da Hollywood Studio Symphony no Sony Scoring Stage.
A trilha sonora do filme apresenta várias canções covers dos Beatles, como "Got to Get You Into My Life","Nowhere Man", e duas versões diferentes de "Here Comes the Sun", enquanto a música "All You Need Is Love" desempenha um papel na trama do filme.

## Bilheteria
Em sua semana de estreia, o filme estreou em sexto lugar na bilheteria com 5 503 519 dólares em 3 008 cinemas com uma média de 1 830 dólares. O filme já arrecadou 22 985 194 em todo o mundo, tornando este um fracasso de bilheteria. Isso abriu semelhança com o filme anterior de Eddie Murphy, Meet Dave, que também abriu mal na sua semana de abertura. No entanto, Meet Dave recebeu críticas piores do que Imagine That.

## Recepção
No site agregador de críticas Rotten Tomatoes, 42% das 118 avaliações dos críticos são positivas, com uma classificação média de 4,9/10. O Metacritic, que usa uma média ponderada, atribuiu ao filme uma pontuação de 54 em 100, baseado em 23 críticos, indicando críticas "mistas ou médias".

## Prêmios e indicações
Nos prêmios Framboesa de Ouro, Eddie Murphy recebeu uma indicação de Pior Ator e vencendo na categoria Pior Ator da Década.
A atriz Yara Shahidi foi nomeada para o Young Artist Award na categoria de Melhor Performance em um Longa-Metragem - Atriz Principal Jovem.

## Home media
Imagine That foi lançado em DVD e Blu-ray Disc em 13 de outubro de 2009.